# Balaenanemertes musculocaudata
Balaenanemertes musculocaudata är en djurart som tillhör fylumet slemmaskar, och som beskrevs av Brinkmann 1917. Balaenanemertes musculocaudata ingår i släktet Balaenanemertes och familjen Balaenanemertidae. Inga underarter finns listade i Catalogue of Life.